# 崔伦
崔伦（1920年9月4日—2001年10月4日），陕西省定边县人，中国人民解放军将领。
早年参加抗日战争，后担任总参通信部副主任、主任等职。1981年6月，担任中国人民解放军总参谋部信息化部部长。2011年10月4日在北京逝世，享年81岁。